# Дураков, Николай Александрович
Никола́й Алекса́ндрович Дурако́в (5 декабря 1934, Красногоровка, Сталинская область — 9 марта 2024, Екатеринбург) — советский хоккеист с мячом, нападающий и полузащитник. Семикратный чемпион мира по хоккею с мячом. По опросу журналистов газеты «Советский спорт» был признан лучшим хоккеистом страны XX века (2000).
Мастер спорта СССР (1955). Заслуженный мастер спорта СССР (1963).

## Биография
Родился в п. Красногоровка Марьинского района Сталинской области (ныне — Донецкая область Украины). В раннем детстве потерял мать, с сестрой воспитывался мачехой. С началом войны семья эвакуировалась в Нижний Тагил, где Николай Дураков провёл своё детство и юность.
Начал играть в хоккей с мячом в 1946 году в детской команде нижнетагильского «Металлурга». С 1949 по 1951 годы выступал за команду завода металлоконструкций, в 1951—1953 годах играл за «Строитель» (все — Нижний Тагил). Выступал за «Металлург» (Нижний Тагил) во второй группе чемпионата СССР в сезоне 1953/54. За год до призыва в армию, Николай Дураков и его одноклубник Николай Назаров получили приглашение от главного тренера свердловского ОДО (с 1960 года — СКА) Ивана Балдина проходить срочную военную службу в армейском клубе.
Дебютный матч в Высшей лиге за ОДО Николай Александрович провёл в сезоне 1954/55 против московского «Буревестника». В дальнейшем вся игровая карьера прошла за один клуб — СКА (Свердловск), с которым он стал девятикратным чемпионом СССР и победителем первого розыгрыша Кубка европейских чемпионов 1974 года.
Первый матч провёл на позиции левого защитника, затем занял место правого бортовика, где и отыграл три сезона. В дальнейшем был переведён в центр полузащиты. Несколько сезонов был капитаном команды. Лучший бомбардир СКА в чемпионатах СССР и за всю историю клуба. Исходя из статистических исследований, вероятно, что первым из хоккеистов в чемпионатах СССР забил 600 мячей.
В 1966 году окончил спецкурс Челябинского военного автомобильного училища.
В сборной СССР с 1956 по 1973 годы, с которой стал семикратным чемпионом мира. За сборную страны провёл 48 игр и забил 47 мячей. На чемпионатах мира провёл 24 матча, забив 22 мяча. Серебряный призёр Московского международного турнира 1956 года. Участник первого чемпионата мира 1957 года, чемпионат мира 1961 года пропускал из-за травмы. Неоднократно признавался лучшим полузащитником и нападающим турниров.
Тренерская деятельность также была связана с армейским клубом Свердловска. В 1972—1975 был играющим тренером СКА, в 1977—1980 годах работал вторым тренером команды. Под его руководством сборная Свердловской области стала бронзовым призёром Спартакиады народов РСФСР 1978 года. С 1999 по 2007 годы — председатель тренерского совета хоккейного клуба «СКА-Свердловск», в 2007—2016 годах был тренером и старшим тренером команд «СКА-Свердловск»-2 и «СКА-Свердловск», выступавших в первенстве России среди команд Первой лиги.
С 1978 года более 20 лет выступал за сборные команды среди ветеранов в соревнованиях различного уровня. В возрасте 72 лет принял участие в турнире, посвящённом 50-летию первого чемпионата мира 1957 года.
Также играл в хоккей на траве за СКА (Свердловск) в 1969—1971 годах. Тренер детских команд по хоккею на траве в 1975—1977 годах.
Жил в Екатеринбурге. Отец двух дочерей. Увлекался рыбалкой и садоводством.
Умер 9 марта 2024 года в Екатеринбурге в возрасте 89 лет. Похоронен на Широкореченском кладбище Екатеринбурга.

## Король бенди
В 1969 году, после победного для сборной СССР чемпионата мира в Швеции, на награждении в королевском замке-дворце в Уппсале не смог присутствовать король Швеции Густав VI Адольф, через пресс-службу своё отсутствие он объяснил тем, что двум королям в одном замке будет тесно.
Вот как описывает происходившее в своей книге «Звёзды спорта» Михаил Азерный:

«Церемония награждения состоялась в старинном королевском замке. После того как сборной СССР вручили золотые медали, Дуракова попросили остаться на сцене и зачитали свиток с прикрепленной к нему лентой в цветах шведского флага. Шведская команда встала и принялась аплодировать. Это было провозглашение Николая Дуракова королем бенди».
В 1971 году во время проведения чемпионата мира в Швеции, Густав VI Адольф и Дураков уже встретились и обменялись рукопожатиями.

## Достижения

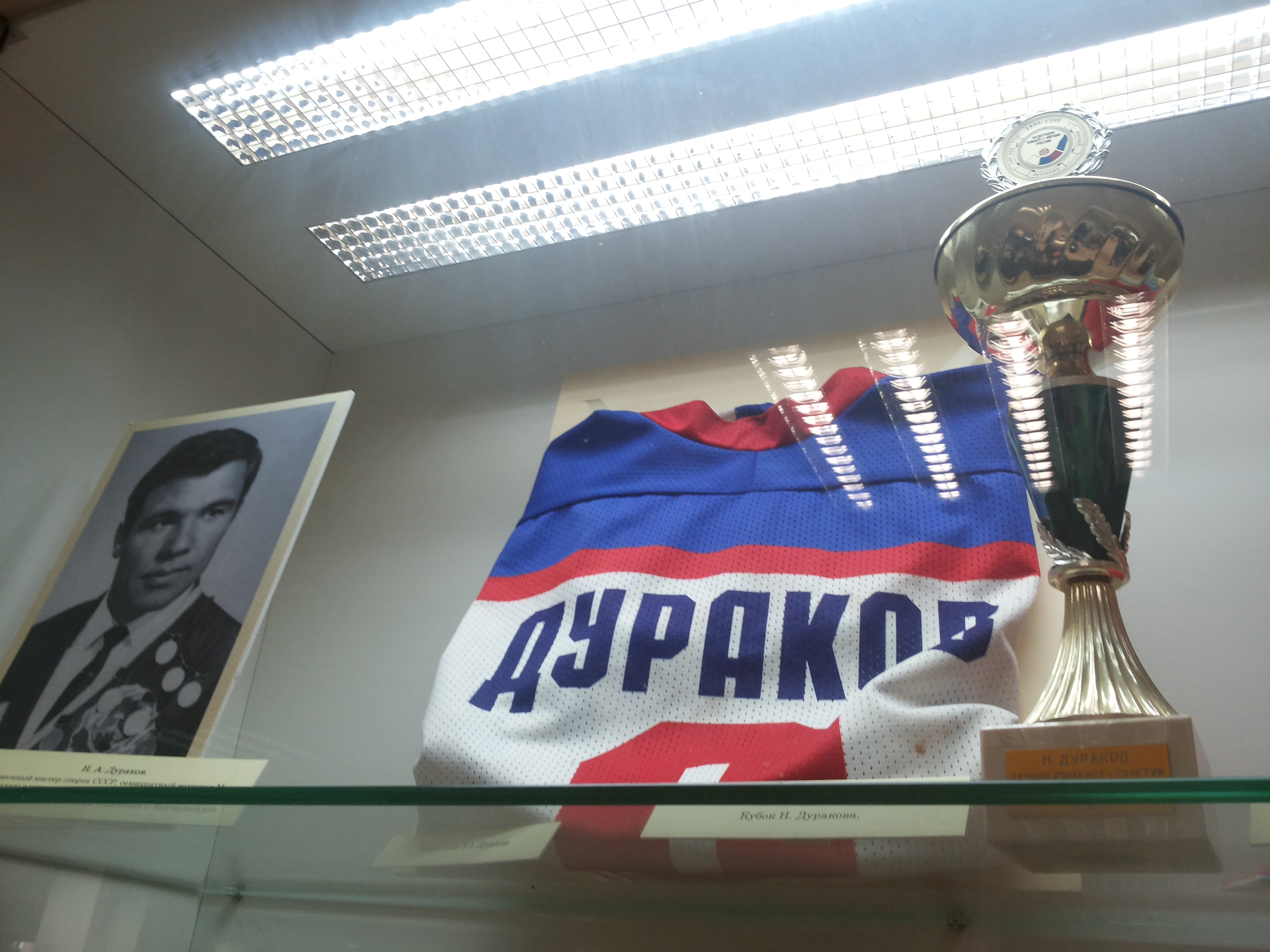
Музей славы Центрального стадиона (Екатеринбург)

- Девятикратный чемпион СССР (1956, 1958, 1959, 1960, 1962[13], 1966, 1968, 1971, 1974 гг.)[14].
- Серебряный призёр чемпионата СССР (1955, 1957, 1961, 1963, 1965, 1967, 1969 гг.)
- Бронзовый призёр чемпионата СССР (1964, 1970, 1975 гг.)
- Обладатель Кубка европейских чемпионов 1974 года.
- Победитель Спартакиады народов РСФСР 1961 года
- Серебряный призёр Спартакиады народов РСФСР (1958, 1970 гг.)
- Семикратный чемпион мира (1957, 1963, 1965, 1967, 1969, 1971, 1973 гг.)
- Победитель Международного турнира на приз газеты «Советская Россия» 1972 года.
- Серебряный призёр Московского международного турнира 1956 года
- Занимает третью позицию в списке бомбардиров чемпионатов СССР (584[4] мяча).
- Лучший бомбардир чемпионатов СССР (7 раз) 1959, 1966, 1968, 1969, 1971, 1973, 1974 гг.
- В списках 33 и 22 лучших хоккеистов СССР (12 раз) 1960—1964, 1968—1974 гг.
- Лучший полузащитник чемпионатов СССР (2 раза) 1970, 1971 гг.
- Лучший бомбардир чемпионата мира 1965 года
- Лучший полузащитник чемпионатов мира (3 раза) 1957, 1963, 1965 гг.
- Лучший нападающий чемпионата мира 1971 года
- Символическая сборная чемпионатов мира (3 раза) 1967, 1969, 1971 гг.
- По опросу газеты «Советский спорт» был признан лучшим хоккеистом страны XX века (2000).
- Вошёл в символическую сборную России за 100 лет по версии газеты «Спорт-Экспресс», был назван лучшим полузащитником (1997)[15]
- Вошёл в список лучших игроков сборной СССР/России за 40 лет участия в чемпионатах мира (1998).

## Награды
За свои общественные и спортивные достижения был награждён:
- Орден «Знак Почёта» (1968)
- Звание «Почётный гражданин города Свердловска» (1973)[16]
- Медаль ИБФ «За выдающиеся заслуги в развитии хоккея с мячом» (1974)
- Орден Мужества (1 декабря 1994) — за большой личный вклад в развитие отечественного хоккея с мячом, выдающиеся спортивные достижения и проявленные при этом мужество и самоотверженность[17]
- Орден Почёта (1998)
- Медаль Госкомспорта России «80 лет Госкомспорту России» (2003)[18]
- Звание «Почётный гражданин Свердловской области» (2004)[19]
- Знак отличия «Спортивная доблесть» (26 августа 2014 года)[20]